# Syngenes horridus
Syngenes horridus is een insect uit de familie van de mierenleeuwen (Myrmeleontidae), die tot de orde netvleugeligen (Neuroptera) behoort. 
Syngenes horridus is voor het eerst wetenschappelijk beschreven door Walker in 1853.